# Білевич Ігор Володимирович
І́гор Володи́мирович Біле́вич — український майстер-різьбяр на дереві, педагог, викладач Глухівського національного педагогічного університету імені Олександра Довженка, сержант Збройних Сил України, учасник російсько-української війни, що загинув у ході російського вторгнення в Україну в 2022 році, Заслужений майстер народної творчості України (2017), доцент (2018).

## Життєпис
Ігор Білевич народився 4 жовтня 1971 року в місті Шостка Сумської області. Після закінчення Шосткинської середньої школи № 1 з 1988 по 1993 роки навчався у Глухівському державному педагогічному інституті на Сумщині. Проходив службу в лавах ЗСУ, працював за фахом («Трудове навчання», кваліфікація: «Вчитель загальнотехнічних дисциплін») — учителем трудового навчання. Потім у 1995 році був призначений викладачем кафедри трудового навчання Глухівського державного педагогічного інституту (до 2000 року). З 2000 по 2003 рік навчався в аспірантурі Національного педагогічного університету імені М. П. Драгоманова в українській столиці. В 2003 році обійняв посаду викладача кафедри інженерної графіки Національного університету харчових технологій (Київ). Водночас, у 2005—2008 роках (за сумісництвом) працював відповідальним секретарем Національної спілки майстрів народного мистецтва України. У 2008 році перейшов на посаду старшого викладача кафедри художніх виробів з дерева і металу Київського інституту декоративно-прикладного мистецтва і дизайну. Згодом повернувся до своєї альма-матер — старшим викладачем кафедри технологічної і професійної освіти, а з 2018 року — доцентом цієї ж кафедри Глухівського національного педагогічного університету імені Олександра Довженка.
З січня 2015 року Ігор Білевич брав участь у війні на сході України, був учасником бойових дій. Освоївши військову професію артилериста, боронив шахту «Бутівка» на північних околицях Донецька. У березні 2016 року демобілізувався, повернувся додому до Глухова й далі займався творчістю та вчив цього студентів Глухівського університету. Окрім педагогічної, вів активну громадську діяльність. За підтримки друзів заснував у Глухові фестиваль різьбярства. Для саморозвитку опанував лозоплетіння, ковальство, гончарство, художню обробку шкіри та інші ремесла, вчив цього студентів. Своїми руками збудував власний будинок. Також захопився мистецтвом володіння шаблею. Разом з товаришем Романом Дзекелевим у 2018 році створив козацький клуб «Гарда».
З початком повномасштабного російського вторгнення в Україну 24 лютого 2022 року добровільно пішов до територіального центру комплектування й вступив до лав Збройних сил України. Брав участь у боях на підступах до Києва, потім з травня 2022 року разом із побратимами перебував на передовій у Донецькій області. Загинув 29 вересня 2022 року під селищем Ямпіль на Донеччині. Він кинувся рятувати побратима й зазнав осколкового поранення в шию. Чин прощання із загиблим проходив 5 жовтня 2022 року в Глухові біля пам'ятного знаку Героям Небесної сотні. Поховали Ігоря Білевича на Вознесенському кладовищі.

## Творчість
Мистецтву різьблення навчався приватно в майстрів Анатолія Колошина, Анатолія Іванькова та Віктора Ворожбита. Всі вони проживали на той час у Новгород-Сіверському на Чернігівщині та згодом стали Заслуженими майстрами народної творчості України. У 2003 році Ігор Білевич став членом Національної спілки майстрів народного мистецтва України (НСМНМУ) (членський квиток № 734, 2003). Також Ігор Білевич був засновником козацького клубу «Гарда» в Глухівському національному педагогічному університеті імені Олександра Довженка.
Учасник численних мистецьких виставок, починаючи з 1995 року. В 2006 році був куратором Першого всеукраїнського симпозіуму художнього різьблення на дереві. Наступного року також курував проведення Всеукраїнського симпозіуму з лозоплетіння. Обидва вони проходили в Чернігові. Натхненник усеукраїнських фестивалів різьбярства, які проходили в місті Глухові щорічно з 2018 по 2020 роки.
Присвятив себе відродженню та популяризації сіверського сухого різьблення. Майстер також використовував рельєфне та об'ємне різьблення. Виготовляв довбані ложки, ковші, таці, скрині та меблі.

## Родина
У загиблого залишилися дружина Світлана та син Володимир.

## Нагороди та визнання
- Заслужений майстер народної творчості України (2017)[13];
- Почесна Грамота Міністерства освіти і науки України (2008);
- Почесна Грамота Управління культури і туризму Сумської обласної державної адміністрації (2011);
- диплом Лауреата Всеукраїнського конкурсу якості продукції (товарів, робіт, послуг) «100 кращих товарів України» (регіональний рівень «Найкращі товари та послуги Сумщини 2011» в номінації «Вироби народних художніх промислів»; 2011).
- лауреат Сумської обласної літературно-краєзнавчо-мистецької премії імені Пилипа Рудя (2013);
- Державна стипендія видатним діячам культури і мистецтва (2019);
- переможець конкурсу народної іграшки від Державного музею іграшки.

## Ушанування пам'яті
Глухівський міський голова Надія Вайло під час чину прощання запропонувала назвати одну з вулиць міста на честь Ігоря Білевича. Під час розгляду питання перейменування вулиць міста на засіданні виконавчого комітету Надія Вайло запропонувала вшанувати загиблого воїна, видатного глухівчанина Ігоря Білевича, давши його ім'я нинішній вулиці Пушкіна. Це — бажання і ініціатива глухівчан, які і виносяться на публічні консультації з громадськістю, — уточнила вона. Після громадських обговорень та висновку комісії з питань перейменування вулиць та інших об'єктів, які пов'язані з державою-агресором чи історією російсько імперії та СРСР, 1 грудня 2022 року на сесії Глухівської міської ради депутати прийняли рішення перейменувати в Глухові вулицю Пушкіна на вулицю Ігоря Білевича. Це рішення набрало чинності з 1 січня 2023 року.
У червні — серпні 2023 року в Сумському обласному художньому музеї імені Никанора Онацького проходила виставка майстрів народної творчості на згадку про різьбяра із Сіверщини Ігоря Білевича. Свій творчий доробок представили майже 30 учасників з різних куточків Сумщини, які представили понад 170 власноруч виготовлених художніх виробів у 12 номінаціях.
На роковини смерті 29 вересня 2023 року відбувся перший турнір із хортинг фехтування пам'яті Ігоря Білевича, започаткований за ініціативи керівника громадської організації «Козацький клуб „Гарда“» Романа Дзекелева.
У день народження Майстра 4 жовтня 2023 року в улюбленій майстерні Білевича, де він роками навчав народному ремеслу студентів Глухівського університету, була відкрита мистецька лабораторія імені Героя.